# Weckt die Toten!
Weckt die Toten! (рус. Пробуждение мертвецов) — дебютный студийный альбом немецкой фолк-метал-группы In Extremo. Выпущен в мае 1998 года усилиями Vielklang Musikproduktion.

## История создания
В марте 1998 года, после записи акустического средневекового альбома Hameln, звукозаписывающая компания Vielklang отправила молодую группу в собственную студию к собственному продюсеру, поставив им условия и выделив определенную сумму денег. За 12 дней было сыграно и записано 12 композиций — на создание альбома ушло всего две недели. Выпущен он был в мае 1998 года. Название было выбрано практически перед самой публикацией, когда один из друзей Михаэля Райна (вокалиста) пришёл в студию, чтобы оценить произведения, и в итоге сказал: «Чувак, музыка даже мертвого разбудит!» (нем. Mann, die Musik weckt ja Tote!) Надо сказать, что работа была довольно трудной не только из-за сроков и условий, но и высокомерного продюсера, который постоянно сравнивал их с Rammstein. Группа полностью перезаписала для альбома свой старый дебютный сингл «Der Galgen», а также добавила множество новых песен. В общем и целом, свои тексты практически не использовались — In Extremo брали старые народные европейские мотивы, аранжируя их на свой лад. Так, в альбом вошли песни со сборника поэзии вагантов Carmina Burana, походная песня викингов, творчество поэтов периода классического миннезанга и т. д.
Все песни с альбома исполнялись на концертах. Песня «Ai Vis Lo Lop» является одной из самых известных в истории группы, их постоянным хитом. Песней «Villeman og Magnhild» очень часто закрываются концерты.

## Отзывы критиков
В общем и целом, альбом был принят довольно тепло, но в то же время получил самую разгромную критику среди всех альбомов группы. Положительные отзывы подарили журналы Cabinet Nightflight, Zillo, Aktiv Musikmagazin, Intro-Magazin, Rock Hard, Metal Hammer. Отрицательные — Warschauer и Tip.
В 2005 году журнал Rock Hard поместил Weckt die Toten на 391 место в списке «500 величайших рок- и метал-альбомов всех времен».

## Список композиций
| №   | Название               | Длительность |
| --- | ---------------------- | ------------ |
| 1.  | «Ai Vis Lo Lop»        | 3:59         |
| 2.  | «Stella Splendens»     | 1:18         |
| 3.  | «Hiemali Tempore»      | 4:14         |
| 4.  | «Rotes Haar»           | 5:02         |
| 5.  | «Villeman og Magnhild» | 3:44         |
| 6.  | «Como Poden»           | 3:19         |
| 7.  | «Palästinalied»        | 5:19         |
| 8.  | «Vor vollen Schüsseln» | 3:32         |
| 9.  | «Maria Virgin»         | 4:56         |
| 10. | «Totus Floreo»         | 3:37         |
| 11. | «Der Galgen»           | 3:28         |
| 12. | «Two Søstra»           | 2:32         |

- «Ai Vis Lo Lop» — традиционная песня на окситанском языке, датируемая XIII веком.
- «Stella Splendens» — одна из старейших многоголосых средневековых мелодий.
- «Hiemali Tempore» — поэма 203 из средневекового сборника поэзии вагантов Carmina Burana.
- «Villeman og Magnhild» — традиционная норвежская песня.
- «Como Poden» — отрывок из 166 кантиги Деве Марии, авторство приписывается Альфонсо X Кастильскому.
- «Palästinalied» — песня, посвященная Крестовому походу, написана одним из известнейших поэтов периода классического минезанга — Вальтером фон дер Фогельвейде. Любимая песня Михаэля Райна с этого альбома.
- «Vor vollen Schüsseln» — осовремененный вариант средневековой баллады Франсуа Вийона.
- «Maria Virgin» — 353 кантига Деве Марии, написанная Альфонсом X Кастильским.
- «Totus Floreo» — поэма из сборника Carmina Burana.
- «Der Galgen» — песня, написанная группой под впечатлением от «Gallows Pole» группы Led Zeppelin.
- «Two Søstra» — древнескандинавская баллада.

## Участники записи
- Михаэль Райн — вокал, цистра
- Dr. Pymonte — волынка, арфа
- Yellow Pfeiffer — волынка
- Flex der Biegsame — волынка
- Die Lutter — бас-гитара
- Thomas der Muenzer — гитара
- Der Morgenstern — ударные